# 톰강

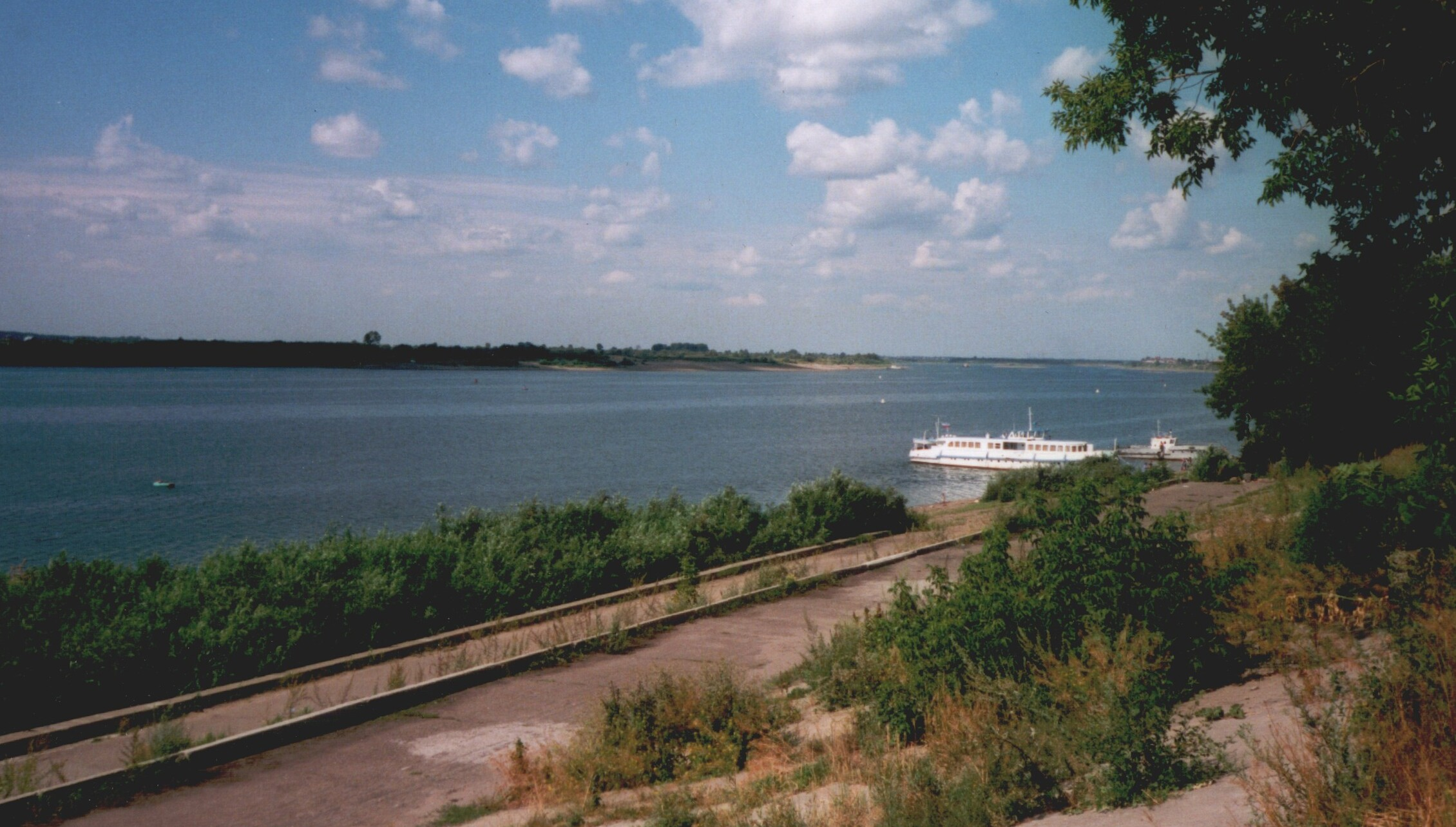
톰강

톰강(러시아어: Томь)은 러시아의 강이다. 오비강의 지류이며 총 길이는 871km이다. 하카스 공화국, 케메로보주, 톰스크주에 걸쳐 흐른다.
이 강에 접해 있는 도시는 메즈두레첸스크, 노보쿠즈네츠크, 케메로보, 유르가, 톰스크, 세베르스크이다.